# Бред Гилберт
Бред Гилберт (енгл. Brad Gilbert; рођен 9. августа 1961) је бивши амерички тенисер.

## Каријера
Освајач бронзане медаље на Олимпијским играма у Сеулу 1988.
Најбољи пласман на АТП листи му је четврто место. Освојио је 20 АТП турнира у појединачној конкуренцији. У каријери је освојио титулу на АТП Мастерс турниру, Синсинати 1989. године.
Након каријере постао је признати тениски тренер и радио је са играчима као што су Андре Агаси, Енди Родик и Енди Мари.
Аутор је најпознатије књиге о тенису, «Побеђујте ружно», посвећену практичним аспектима тениске психологије. Гилберт је јеврејског порекла, ожењен и има троје деце.

## АТП Мастерс финала

### Појединачно 2 (1—1)
| Исход  | Година | Турнир    | Противник     | Резултат      |
| Победа | 1989   | Синсинати | Стефан Едберг | 6–4, 2–6, 7–6 |
| Финале | 1990   | Синсинати | Стефан Едберг | 1–6, 1–6      |